# Bramowate
Bramowate (Bramidae) – rodzina morskich ryb okoniokształtnych (Perciformes).

## Występowanie
Ocean Atlantycki, Ocean Indyjski i Ocean Spokojny – ciepłe wody, pelagial i batypelagial.

## Cechy charakterystyczne
Ciało elipsoidalne, dość krótkie i wygrzbiecone, ze smukłym trzonem ogonowym i zaokrągloną głową o tępym pysku. Pojedyncza płetwa grzbietowa, u niektórych gatunków rozciągająca się na niemal całej długości ciała. Przednie jej kolce są znacznie wyższe, nierozgałęzione. Wydłużone płetwy piersiowe. Płetwa odbytowa długa, bez kolców; płetwa ogonowa wcięta na kształt księżyca. Liczba kręgów: 36–54. Największe gatunki (Taractichthys longipinnis) osiągają do 85 cm długości.

## Klasyfikacja
Rodzaje zaliczane do tej rodziny:
Brama — Eumegistus — Grammonus — Pteraclis — Pterycombus — Taractes — Taractichthys — Xenobrama